# 終楽章 (薬師丸ひろ子の曲)
「終楽章」（しゅうがくしょう）は、薬師丸ひろ子通算10枚目のシングル。1988年3月30日に発売された。発売元は東芝EMI（現・ユニバーサルミュージック）。

## 背景
5枚目のアルバム『Sincerely Yours』からの先行シングル。前作「胸の振子」から、およそ6か月ぶりのリリースとなった。薬師丸は、本作発売の翌日からフジテレビ系列の音楽番組『夜のヒットスタジオ・デラックス』のマンスリー・ゲストとして5週連続で出演し、後に「Tea Party -卒業記念-」のタイトルで映像化されたライブの模様をはじめ、番組内で毎週様々なレパートリーを披露した。
表題曲の作詞・作曲は、薬師丸のシングルとしては初となる竹内まりやが手掛けており、「これ以上二人の関係を続けられない」と女性の方から切り出すという内容となっている。竹内は、「ひろ子ちゃんの声に大いに救われてますけど、女性の強さが表れてるというか、けっこう主張のある主人公ですよね。″あなたが好きよ好きよ″ だけだとドラマにならないので、一度恋が終わるとか再会するとか未練があるとか、陰影がある方が歌としてはドラマティックですよね。」と語っている。竹内は、発表からおよそ20年後となる2007年にリリースされた自身のアルバム『Denim』の中でこの曲をセルフカバーしている。
B面曲「DISTANCE」は、薬師丸自身が作詞・作曲を手掛けている。

## 収録曲
1. 終楽章（4分39秒）
作詞・作曲：竹内まりや、編曲：新川博
2. DISTANCE（4分55秒）
作詞・作曲：薬師丸ひろ子、編曲：新川博